# Tú y yo somos uno mismo
«Tú y yo somos uno mismo» es una canción interpretada por la banda mexicana Timbiriche donde la canta solamente el integrante masculino del grupo: Diego.

## Antecedentes y significado
Fue lanzado como el primer sencillo del álbum Timbiriche VIII y IX, lanzado en el mes de abril de 1988, la cual fue una canción considerada un éxito rotundo  y hasta ahora la canción más popular de la banda.La canción aparece en el número 2 de la lista de Las 100 Grandiosas Canciones de los 80's en Español, conteo realizado por la cadena de videos VH1 para Latinoamérica y también fue #1 durante once quincenas en la lista de música mexicana Notitas Musicales.
La canción trata acerca de la intimidad y la compenetración que se alcanza en una relación amorosa profunda, donde las personalidades de ambos se entrelazan hasta el punto de sentirse como una sola entidad.

## Video
Al principio del video se muestra a Erik, Diego y Eduardo caminar por las calles mientras las chicas caminan, luego comienzan a cantar en una fiesta, al final terminan dando una pequeña presentación.

## Posicionamiento
| Listas                              | Posición |
| ----------------------------------- | -------- |
| Argentina Top 40                    | 1        |
| Perú Top 100                        | 1        |
| Colombia Top 100                    | 1        |
| Latinoamérica Top 100               | 1        |
| Ecuador Top 50                      | 1        |
| Iberoamérica Top 100                | 1        |
| Venezuela Top 40                    | 1        |
| México Top 200                      | 4        |
| México Top 60+                      | 1        |
| España Hot 100                      | 1        |
| EE. UU. Billboard Latin Pop Airplay | 10       |

## Trascurso de la grabación
- Las canciones más reconocidas de la banda son interpretadas por los varones
- En el video tipo concierto, es uno de los últimos conciertos en los que aparece la cantante Mariana .

- Datos: Q132717212